# 南在家インターチェンジ
南在家インターチェンジ（みなみざいけインターチェンジ）は、三重県亀山市加太中在家にある名阪国道のインターチェンジである。

## 概要
亀山方面から伊賀市阿波方面への最寄りICである。

## 道路
- E25 名阪国道（6番）

## 接続する道路
- 三重県道668号関大山田線

## 周辺
- 伊賀の国大山田温泉さるびの
- ノッティーハウスリビング（三栄林産） 亀山スタジオ（ショールーム）[1]

## 隣
E25 名阪国道
(5) 板屋IC - (6) 南在家IC - (7) 伊賀IC